# Urban Knights
Urban Knights est un collectif (supergroupe) américain de smooth jazz fondé par le célèbre pianiste Ramsey Lewis. Leur premier album, éponyme, de 1995, est marqué par la présence de grands noms comme Grover Washington, Jr., Omar Hakim ou Victor Bailey and the Emotions, pour n'en citer que quelques-uns. D'autres importants musiciens y ont participé par la suite comme Maurice White (Earth, Wind & Fire), Gerald Albright, Najee, Jonathan Butler, Norman Brown, Dave Koz, Fareed Haque ou Earl Klugh.

## Discographie
- 1995 Urban Knights
- 1997 Urban Knights II
- 2000 Urban Knights III
- 2001 Urban Knights IV
- 2002 Chicago Project, Urban Knights Presents
- 2003 Urban Knights V
- 2005 Urban Knights VI